# Марія Хасан
Марія Степанівна Заїка (21 вересня 1952, Хмельницька область), у шлюбі Хассан — українська історикиня та шведська політична діячка. Депутатка муніципалітету Стокгольму (1994), депутатка Риксдагу (2002—2006), де була членкинею Комітету з питань права та заступником у Комітеті з житла. Авторка законопроєкту про підтримку Швецією курсу України на ЄС. Ветеранка української громади Швеції.

## Життєпис
Народилася 21 вересня 1952 року в Хмельницькій області. Закінчила Хмельницьке педагогічне училище і Київський державний університет ім Т.Шевченка, історичний факультет. В університеті познайомилася з курдом із Сирії, що навчався на міжнародному праві, та одружилася з ним.
Після закінчення університету вісім років пропрацювала в Державному архіві кінофотофонодокументів. Незабаром її чоловік переїхав до Швеції, і в 1986-му Хассан з двома синами приєдналася до нього. 
У 1994-му Марія Хассан стала депутаткою муніципалітету Стокгольму, а з 2002-го до 2006-й була депутаткою Риксдагу від правлячої соціал-демократичної партії.
3 лютого 2020 року взяла участь у тематичні зустрічі з представниками українських громадських осередків у контексті спільного відзначення Дня Соборності України у Посольстві України у Швеції.

## Нагороди та відзнаки
- Орден «За заслуги» ІІІ ступеня (18 серпня 2009) — за вагомий особистий внесок у зміцнення міжнародного авторитету України, популяризацію її історичної спадщини і сучасних досягнень та з нагоди 18-ї річниці незалежності України[7];